# 海关

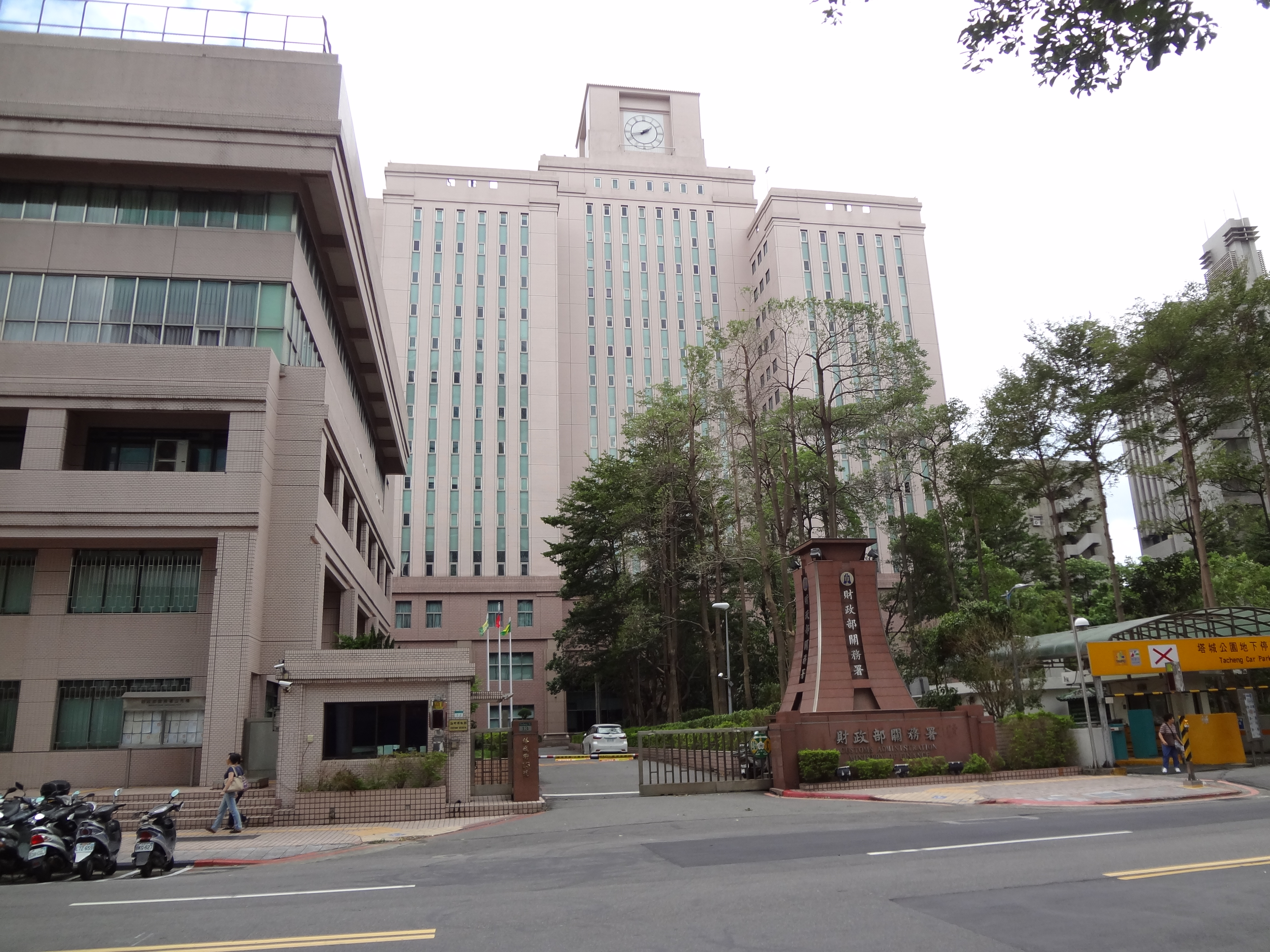
中華民國財政部關務署辦公大樓

海關為负责征收及保护关税，管制包括动物、植物、財物及危险品出入境物流，对出入境人员进行检疫的政府机关。根据当地的法律规定，某些货物的进出口可能会受到限制或禁止，报关代理执行这些法规。在大多数国家，海关都获得了政府的授权和国际法的许可。
海关关税是货物入境（常见）或出境（不常见）时收的费或税。在英国，关税是国王衡常收入中具有代表性的部分，因此不像消费税、土地税和其他类型的税收那样，需要议会同意才能征收。
尚未清关的商品被监存于通常被称为保稅倉庫的关税区内，直至完成清关手续。所有授权口岸被确认为关税区。
关境与一国的国境可能相同也可能不同，如欧洲联盟的关境就是整个欧盟的边境，货物在欧盟成员国之间流转无需接受海关查验；姐告边境贸易区虽然位于中华人民共和国境内，但处于关境以外，由此地往来中国其他地区的货物须接受海关查验。
在亞洲地區，不少人经常会将海关与边检（出入境管理部門）或集中海关、边检及卫生检疫等联检单位混为一谈，誤將出入境檢查旅客證件並為證件蓋出入境章或掃描電腦標籤的地方當成海關。除非明确海关与边防检查部门为同一单位（例如美国海关及边境保卫局），負責檢查行李是否攜帶受管制物品或應課稅物品的單位才是海關。
注意海关（負責貨品查驗）不同于出入境管理部门（負責自然人檢查）。如中華民國內政部移民署、中華人民共和國國家移民管理局（中國大陸）、香港入境事務處、澳門治安警察局出入境管制廳和馬來西亞移民局等，属于出入境管理部门，通常屬於政府的內政、警察、安全或法務部門，负责监视出入境的个人，检查旅客旅行相关證件，逮捕国际通缉令追缉中的逃犯，以及阻止被视为危险人物的个人进入境內。但中国大陆的國家移民管理局（中国边检）亦会根据法律规定检查入境人员携带的物品。而海关仅检查出入境人員的物品，不对旅客及其旅行文件进行检查，如中華民國財政部關務署、中華人民共和國海關總署、香港海關、澳門海關和馬來西亞皇家關稅局等。部份國家如新加坡將出入境和海關兩種單位合併在移民與關卡局、美國則併為海關及邊境保衛局，但入出境和海關仍是由不同的承辦人員負責。
日本和韓國均稱海關為「稅關」，是借用明清時期稅關的稱呼；現代漢語「海關」一詞則源於大清帝國在沿海通商口岸設置的粵海關、閩海關、浙海關、江海關等稅關。

## 世界各地海关机构
| 国家或地区     | 海关机构                                                                                          |
| -------------- | ------------------------------------------------------------------------------------------------- |
| 阿根廷         | 海关总局 （页面存档备份，存于）                                                                   |
|                | 澳大利亚海关和边境保护局                                                                          |
| 玻利维亚       | 玻利維亞國家海關                                                                                  |
| 巴西           | 巴西国税局（巴西联邦税务） Portuguese Web Archive的存檔，存档日期1997-02-02                       |
| 加拿大         | 加拿大边境服务局                                                                                  |
| 智利           | 國家海關服務局（Servicio Nacional de Aduanas）                                                    |
| 中华人民共和国 | 中华人民共和国海关总署                                                                            |
| 哥伦比亚       | 稅務及海關警察（Policia Fiscal y Aduanera）                                                       |
| 古巴           | 共和國海關總局（Aduana General de la República）                                                  |
| 捷克           | 捷克海關管理局（Celní správa České republiky） （页面存档备份，存于）                             |
|                | 厄瓜多爾海關部（Corporación Aduanera Ecuatoriana）                                                |
| 埃及           | 埃及海关管理局                                                                                    |
| 芬兰           | 海關部（Tullilaitos） （页面存档备份，存于）                                                      |
| 法國           | 關稅及間接稅總署（Direction générale des douanes et droits indirects）                            |
| 德国           | 联邦海关                                                                                          |
| 香港           | 香港海關                                                                                          |
| 匈牙利         | 匈牙利海关暨财政卫队                                                                              |
| 冰島           | 海关理事会                                                                                        |
| 印度           | 印度稅收服務處（關稅及中央貨物稅）भारतीय राजस्व सेवा（सीमा शुल्क और केन्द्रीय उत्पाद शुल्क）                        |
| 爱尔兰         | 爱尔兰税务局                                                                                      |
| 印度尼西亞     | 關稅及貨物稅總署（Direktorat Jenderal Bea dan Cukai） （页面存档备份，存于）                      |
| 義大利         | 海關公署 （Agenzia delle Dogane）                                                                 |
| 日本           | 稅關                                                                                              |
| 大韓民國       | 大韓民國關稅廳 （页面存档备份，存于）                                                             |
|                | 老撾海關（ກົມພາສີລາວ）                                                                              |
| 立陶宛         | 立陶宛海關部（Lietuvos Muitinės Departamentas）                                                   |
| 馬爾地夫       | 馬爾代夫海關服務處                                                                                |
| 澳門           | 澳門海關                                                                                          |
| 摩洛哥         | 關稅及間接稅局（إدارة الجمارك والضرائب غير المباشرة） （页面存档备份，存于）                      |
| 墨西哥         | 海關總署（Administración General de Aduanas）                                                     |
| 荷蘭           | 稅務及海關部（Belastingdienst）                                                                   |
| 挪威           | 海關（Tollvesenet） （页面存档备份，存于）                                                        |
| 新西兰         | 紐西蘭海關服務處（New Zealand Customs Service）                                                   |
| 巴基斯坦       | 聯邦稅務局                                                                                        |
|                | 巴布亞新幾內亞海關服務處（Papua New Guinea Customs Service）                                      |
| 秘魯           | 國家稅務管理總監（Superintendencia Nacional de Administración Tributaria） （页面存档备份，存于） |
| 菲律賓         | 海關局（Bureau of Customs） （页面存档备份，存于）                                                |
| 波蘭           | 海關服務處                                                                                        |
| 葡萄牙         | 關稅及消費貨物稅總署（Direcção-geral das Alfândegas e dos Impostos Especiais sobre o Consumo）    |
| 羅馬尼亞       | 國家海關局（Autoritatea Nationala a Vămilor）                                                     |
| 羅馬尼亞       | 財政衛隊（Garda Financiară） ; 邊境警察（Poliţia de Frontierăl）                                  |
| 俄羅斯         | 俄國聯邦海關服務處（Федеральная таможенная служба России）                                        |
| 斯洛伐克       | 斯洛伐克海關服務處（Colná správa Slovenskej republiky） （页面存档备份，存于）                    |
| 西班牙         | 海關監管服務處（Servicio de Vigilancia Aduanera）                                                 |
| 斯里蘭卡       | 斯里蘭卡海關                                                                                      |
| 瑞典           | 海關（Tullverket）                                                                                |
| 中華民國       | 财政部关务署                                                                                      |
| 土耳其         | 土耳其海關服務處                                                                                  |
| 英国           | 稅務海關總署                                                                                      |
| 乌克兰         | 乌克兰海关 （页面存档备份，存于）                                                                 |
| 美国           | 美國海關及邊境保衛局 （页面存档备份，存于）                                                       |
| 美国           | 美国移民和海关执法（页面存档备份，存于）                                                          |

## 红色／绿色通道

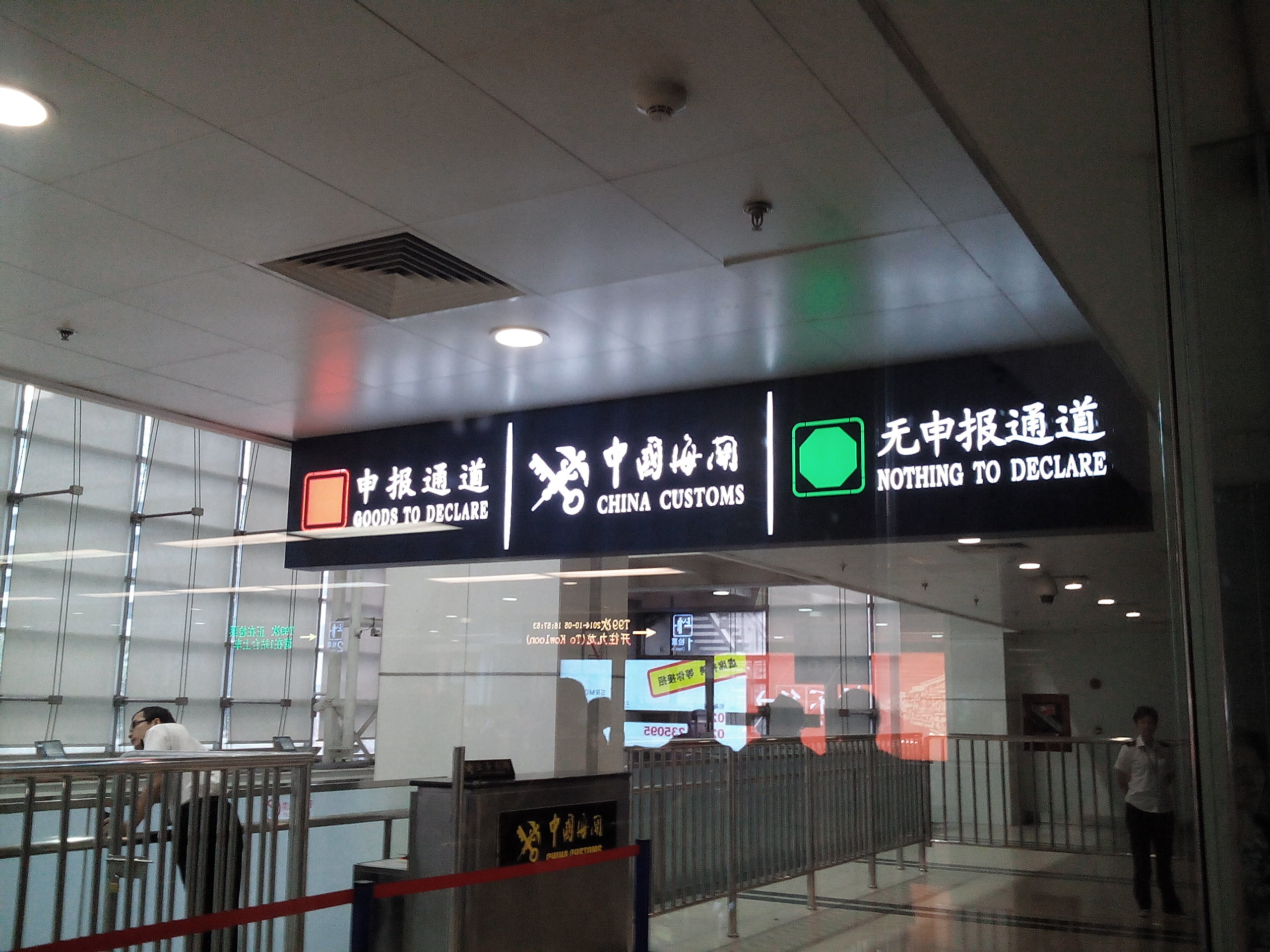
中国海关位于上海火车站的检查点，设有红色和绿色通道

旅客在某些地方入境時，如貨物無需申報，就可走直通之綠色通道。相反，如攜帶之物品超出海關允許攜帶上限和／或攜帶受管制的貨品，就須轉走紅色通道併行申報作業處理。倘若旅客通過綠色通道時，被海關藉以抽測發現到具必要性申報之管制貨物時，該貨物就會被海關扣下，要求旅客補辦申報手續或補足必要之申報資料，必要時，管制貨物亦會遭海關充公、甚至於後以銷毀處理。

## 特殊例子
香港是一个自由港，除酒、香烟、甲醇和燃油外，通常不会对进出口货物征收关税。居民可使用有效香港身份證24小时出入境，可携带多至1公升的酒，以及19支香烟或1支雪茄入境。香港海关除一般的清关工作外，还负责緝毒、保障知識產權及稅收、保障消費者權益及貿易管制等任务。